# Ewelina Kuśka
Ewelina Kuśka (ur. 2 listopada 1966 w Wodzisławiu Śląskim) – polska poetka.
Autorka książek w gwarze śląskiej:
- Tak tu bywało (2003),
- Skąd się bierom diobły (2004),
- Idom Gody (2012)

oraz tomów wierszy:
- Danuta goni tęczę (Miejski Dom Kultury w Radomsku, 2018), wydanie tomu było nagrodą w X Ogólnopolskim Konkursie Poetyckim im. Janusza Różewicza 2018[2],
- Dziecko róży (Stowarzyszenie Żywych Poetów, 2023), wydanie tomu było nagrodą w 13. Konkursie na zbiór wierszy o Złoty Syfon Scherffera 2021[1].

Laureatka ogólnopolskich konkursów poetyckich i literackich, m.in.:
- XV Ogólnopolski Konkurs Literacki „Krajobrazy Słowa” 2007/2008, wyróżnienie w kategorii: proza[3]
- XXIV Ogólnopolski Konkurs Literacki im. Mieczysława Stryjewskiego 2009, III nagroda w kategorii: poezja[4]
- XVII Ogólnopolski Konkurs Literacki „Krajobrazy Słowa” 2009/2010, wyróżnienie w kategorii: proza[3]
- XXI Międzynarodowy Konkurs Poetycki „O Złote Cygaro Wilhelma” 2017, II nagroda[5]
- XXXVI Ogólnopolski Konkurs Literacki im. Mieczysława Stryjewskiego 2021, III nagroda w kategorii: poezja[6]
- XXXV Ogólnopolski Konkurs Poetycki „O liść konwalii” im. Zbigniewa Herberta 2022, wyróżnienie[7]
- XVIII Ogólnopolski Konkurs Poetycki im. Michała Kajki 2022, I nagroda[8]
- 13. Konkurs Poetycki Fundacji Duży Format 2025, laureatka w kategorii: po debiucie[9]

W 2012 zajęła 2. miejsce konkursie „Ślązak Roku” organizowanym od 1993 przez Polskie Radio Katowice. W 2023 otrzymała srebrną Odznakę za Zasługi dla Województwa Śląskiego. Uhonorowana również odznaką „Zasłużony dla Kultury Polskiej”.
Mieszka w Jastrzębiu-Zdroju.